# Hongkong az 1984. évi nyári olimpiai játékokon
Hongkong az egyesült államokbeli Los Angelesben megrendezett 1984. évi nyári olimpiai játékok egyik részt vevő nemzete volt. Az országot az olimpián 10 sportágban 47 sportoló képviselte, akik érmet nem szereztek.

## Atlétika
Férfi
| Versenyző   | Versenyszám | Selejtező | Selejtező | Döntő    | Döntő    |
| Versenyző   | Versenyszám | Eredmény  | Helyezés  | Eredmény | Helyezés |
| ----------- | ----------- | --------- | --------- | -------- | -------- |
| Lam Tin Sau | Magasugrás  | 210 cm    | 26.       | kiesett  | kiesett  |

Női
| Versenyző   | Versenyszám | Eredmény | Helyezés |
| ----------- | ----------- | -------- | -------- |
| Winnie Ng   | Maraton     | 2:42:38  | 31.      |
| Yuko Gordon | Maraton     | 2:46:12  | 34.      |

## Cselgáncs
| Versenyző                        | Versenyszám | Csoport | Selejtező                | 32-es főtábla                           | Nyolcaddöntő      | Negyeddöntő       | Elődöntő          | Vigaszág nyolcaddöntő | Vigaszág negyeddöntő  | Vigaszág elődöntő | Bronz- mérkőzés   | Döntő             | Helyezés |
| Versenyző                        | Versenyszám | Csoport | Ellenfél Eredmény        | Ellenfél Eredmény                       | Ellenfél Eredmény | Ellenfél Eredmény | Ellenfél Eredmény | Ellenfél Eredmény     | Ellenfél Eredmény     | Ellenfél Eredmény | Ellenfél Eredmény | Ellenfél Eredmény | Helyezés |
| -------------------------------- | ----------- | ------- | ------------------------ | --------------------------------------- | ----------------- | ----------------- | ----------------- | --------------------- | --------------------- | ----------------- | ----------------- | ----------------- | -------- |
| Yeung Luen Lin                   | Légsúly     | A       |                          | Jorge di Noco (ARG) · V                 | kiesett           | kiesett           | kiesett           |                       |                       |                   |                   |                   | 18.      |
| Cőng Szíu-chín (Chong Siao Chin) | Harmatsúly  | B       | erőnyerő                 | Hvang Dzsongo (Hwang Jeong-O) (KOR) · V |                   |                   |                   |                       | Pepi Reiter (AUT) · V | kiesett           | kiesett           |                   | 9.       |
| Tan Chin Kee                     | Könnyűsúly  | A       |                          | Ji Tö-hszin (Yi Dexin) (CHN) · V        | kiesett           | kiesett           | kiesett           |                       |                       |                   |                   |                   | 19.      |
| Li Chung Tai                     | Váltósúly   | B       | Mircea Frăţică (ROU) · V | kiesett                                 | kiesett           | kiesett           | kiesett           |                       |                       |                   |                   |                   | 34.      |

## Íjászat
| Versenyző       | Versenyszám  | 1. forduló | 1. forduló | 2. forduló | 2. forduló | Összesítés | Összesítés |
| Versenyző       | Versenyszám  | Pont       | Hely.      | Pont       | Hely.      | Pont       | Helyezés   |
| --------------- | ------------ | ---------- | ---------- | ---------- | ---------- | ---------- | ---------- |
| Steve Yuen      | Férfi egyéni | 1129       | 54.        | 1094       | 55.        | 2223       | 54.        |
| Lo Kam Kuen     | Férfi egyéni | 1121       | 55.        | 1072       | 57.        | 2193       | 56.        |
| Fok Ming Shan   | Férfi egyéni | 1077       | 57.        | 1088       | 56.        | 2165       | 57.        |
| Macy Lau        | Női egyéni   | 1162       | 39.        | 1164       | 37.        | 2326       | 37.        |
| Ng Wing Nga     | Női egyéni   | 1091       | 45.        | 1057       | 45.        | 2148       | 45.        |
| Wong-Lau So Han | Női egyéni   | 1025       | 47.        | 1031       | 47.        | 2056       | 47.        |

## Kajak-kenu
Férfi
| Versenyző                                                  | Versenyszám         | Előfutam | Előfutam | Előfutam | Vigaszág | Vigaszág | Vigaszág | Elődöntő | Elődöntő | Elődöntő | Döntő   | Döntő    |
| Versenyző                                                  | Versenyszám         | Idő      | Hely.    | Össz.    | Idő      | Hely.    | Össz.    | Idő      | Hely.    | Össz.    | Idő     | Helyezés |
| ---------------------------------------------------------- | ------------------- | -------- | -------- | -------- | -------- | -------- | -------- | -------- | -------- | -------- | ------- | -------- |
| Ng Hin Wan                                                 | Kajak egyes 500 m   | 2:14,60  | 7.       | 19.      | 2:12,07  | 5.       | 10.      | kiesett  | kiesett  | kiesett  | kiesett | kiesett  |
| Tsoi Ngai Wan                                              | Kajak egyes 1000 m  | 4:44,09  | 8.       | 19.      | 4:35,45  | 5.       | 10.      | kiesett  | kiesett  | kiesett  | kiesett | kiesett  |
| Tang Kwok Cheung Tsoi Ngai Wan                             | Kajak kettes 500 m  | 1:59,75  | 7.       | 21.      | 1:58,21  | 6.       | 12.      | kiesett  | kiesett  | kiesett  | kiesett | kiesett  |
| Cheung Chak Chuen Ng Hin Wan Ng Tsuen Man Tang Kwok Cheung | Kajak négyes 1000 m | 3:41,17  | 8.       | 15.      | 3:46,92  | 5.       | 8.       | kiesett  | kiesett  | kiesett  | kiesett | kiesett  |

Női
| Versenyző              | Versenyszám        | Előfutam | Előfutam | Előfutam | Vigaszág | Vigaszág | Vigaszág | Döntő   | Döntő    |
| Versenyző              | Versenyszám        | Idő      | Hely.    | Össz.    | Idő      | Hely.    | Össz.    | Idő     | Helyezés |
| ---------------------- | ------------------ | -------- | -------- | -------- | -------- | -------- | -------- | ------- | -------- |
| Ho Kim Fai             | Kajak egyes 500 m  | 2:39,96  | 6.       | 11.      | 2:30,40  | 5.       | 5.       | kiesett | kiesett  |
| Ho Kim Fai To Kit Yong | Kajak kettes 500 m | 2:12,27  | 5.       | 10.      | 2:11,71  | 4.       | 4.       | kiesett | kiesett  |

## Kerékpározás

### Országúti kerékpározás
Férfi
| Versenyző                                               | Versenyszám     | Idő              | Helyezés      |
| ------------------------------------------------------- | --------------- | ---------------- | ------------- |
| Choy Yiu Chung                                          | Mezőnyverseny   | nem ért célba    | nem ért célba |
| Hung Chung Yam                                          | Mezőnyverseny   | nem ért célba    | nem ért célba |
| Law Siu On                                              | Mezőnyverseny   | nem ért célba    | nem ért célba |
| Leung Hung Tak                                          | Mezőnyverseny   | nem ért célba    | nem ért célba |
| Choy Yiu Chung Hung Chung Yam Law Siu On Leung Hung Tak | Csapat időfutam | 2:17:24 (+18:56) | 19.           |

## Műugrás
Férfi
| Versenyző    | Versenyszám        | Selejtező | Selejtező | Döntő   | Döntő    |
| Versenyző    | Versenyszám        | Pont      | Helyezés  | Pont    | Helyezés |
| ------------ | ------------------ | --------- | --------- | ------- | -------- |
| Yang Wai Kam | Egyéni műugrás     | 387,63    | 27.       | kiesett | kiesett  |
| Andy Kwan    | Egyéni műugrás     | 433,89    | 24.       | kiesett | kiesett  |
| Andy Kwan    | Egyéni toronyugrás | 324,57    | 24.       | kiesett | kiesett  |

## Sportlövészet
Nyílt
| Versenyző       | Versenyszám          | Pont | Helyezés |
| --------------- | -------------------- | ---- | -------- |
| Solomon Lee     | Gyorstüzelő pisztoly | 576  | 37.      |
| Ho Chung Kin    | Gyorstüzelő pisztoly | 560  | 46.      |
| Gilbert U       | Szabadpisztoly       | 536  | 36.      |
| Peter Rull, Jr. | Sportpuska, fekvő    | 578  | 55.      |

Nyílt
| Versenyző      | Versenyszám | Pont | Helyezés |
| -------------- | ----------- | ---- | -------- |
| Cheng Shu Ming | Trap        | 175  | 41.      |
| Chow Tsun Man  | Skeet       | 178  | 51.      |
| Anthony Chuang | Skeet       | 149  | 66.      |

## Úszás
Férfi
| Versenyző     | Versenyszám    | Előfutam | Előfutam | Előfutam | Döntő   | Döntő   | Döntő   | Helyezés |
| Versenyző     | Versenyszám    | Idő      | Hely.    | Össz.    | Típus   | Idő     | Hely.   | Helyezés |
| ------------- | -------------- | -------- | -------- | -------- | ------- | ------- | ------- | -------- |
| Li Khai Kam   | 100 m gyors    | 53,48    | 4.       | 36.      | kiesett | kiesett | kiesett | kiesett  |
| Li Khai Kam   | 100 m mell     | 1:08,75  | 6.       | 39.      | kiesett | kiesett | kiesett | kiesett  |
| Watt Kam Sing | 100 m mell     | 1:08,07  | 5.       | 37.      | kiesett | kiesett | kiesett | kiesett  |
| Watt Kam Sing | 200 m mell     | 2:32,13  | 6.       | 38.      | kiesett | kiesett | kiesett | kiesett  |
| Tsang Yi Ming | 100 m pillangó | 58,25    | 5.       | 38.      | kiesett | kiesett | kiesett | kiesett  |
| Tsang Yi Ming | 200 m pillangó | 2:08,44  | 6.       | 29.      | kiesett | kiesett | kiesett | kiesett  |
| Tsang Yi Ming | 200 m vegyes   | 2:17,75  | 6.       | 32.      | kiesett | kiesett | kiesett | kiesett  |
| Tsang Yi Ming | 200 m gyors    | 2:03,11  | 7.       | 48.      | kiesett | kiesett | kiesett | kiesett  |
| Ng Wing Hon   | 200 m gyors    | 2:03,66  | 7.       | 49.      | kiesett | kiesett | kiesett | kiesett  |
| Ng Wing Hon   | 200 m vegyes   | 2:18,64  | 6.       | 33.      | kiesett | kiesett | kiesett | kiesett  |
| Ng Wing Hon   | 400 m vegyes   | 4:58,98  | 7.       | 20.      | kiesett | kiesett | kiesett | kiesett  |

Női
| Versenyző                                      | Versenyszám            | Előfutam | Előfutam | Előfutam | Döntő   | Döntő   | Döntő   | Helyezés |
| Versenyző                                      | Versenyszám            | Idő      | Hely.    | Össz.    | Típus   | Idő     | Hely.   | Helyezés |
| ---------------------------------------------- | ---------------------- | -------- | -------- | -------- | ------- | ------- | ------- | -------- |
| Lotta Flink                                    | 200 m vegyes           | 2:31,70  | 7.       | 25.      | kiesett | kiesett | kiesett | kiesett  |
| Lotta Flink                                    | 200 m hát              | 2:29,00  | 7.       | 25.      | kiesett | kiesett | kiesett | kiesett  |
| Lotta Flink                                    | 100 m hát              | 1:09,70  | 7.       | 26.      | kiesett | kiesett | kiesett | kiesett  |
| Kathy Wong                                     | 100 m hát              | 1:10,19  | 7.       | 27.      | kiesett | kiesett | kiesett | kiesett  |
| Kathy Wong                                     | 100 m pillangó         | 1:07,25  | 5.       | 31.      | kiesett | kiesett | kiesett | kiesett  |
| Kathy Wong                                     | 100 m gyors            | 1:01,03  | 6.       | 7.       | kiesett | kiesett | kiesett | kiesett  |
| Fenella Ng                                     | 100 m gyors            | 1:01,82  | 6.       | 9.       | kiesett | kiesett | kiesett | kiesett  |
| Fenella Ng                                     | 200 m gyors            | 2:13,94  | 6.       | 30.      | kiesett | kiesett | kiesett | kiesett  |
| Fenella Ng                                     | 400 m gyors            | 4:43,41  | 7.       | 25.      | kiesett | kiesett | kiesett | kiesett  |
| Chow Lai Yee                                   | 100 m mell             | 1:17,92  | 7.       | 27.      | kiesett | kiesett | kiesett | kiesett  |
| Chow Lai Yee                                   | 200 m mell             | 2:50,45  | 7.       | 22.      | kiesett | kiesett | kiesett | kiesett  |
| Kathy Wong Fenella Ng Lotta Flink Chow Lai Yee | 4 × 100 m gyorsváltó   | 4:12,63  | 6.       | 12.      | kiesett | kiesett | kiesett | kiesett  |
| Lotta Flink Chow Lai Yee Kathy Wong Fenella Ng | 4 × 100 m vegyes váltó | 4:38,62  | 6.       | 10.      | kiesett | kiesett | kiesett | kiesett  |

## Vitorlázás
Férfi
| Versenyző      | Versenyszám     | Futam | Futam | Futam | Futam | Futam | Futam  | Futam | Pontszám | Helyezés |
| Versenyző      | Versenyszám     | 1     | 2     | 3     | 4     | 5     | 6      | 7     | Pontszám | Helyezés |
| -------------- | --------------- | ----- | ----- | ----- | ----- | ----- | ------ | ----- | -------- | -------- |
| Choi Lee Keung | Szörfvitorlázás | 37,0  | 31,0  | 37,0  | 27,0  | 36,0  | (40,0) | 39,0  | 207,0    | 32.      |

## Vívás
Férfi
| Versenyző                                             | Versenyszám       | Selejtező | Selejtező | Selejtező         | Selejtező | Selejtező         | Selejtező | Főtábla           | Főtábla           | Vigaszág          | Vigaszág          | Negyeddöntő       | Elődöntő          | Döntő             | Helyezés |
| Versenyző                                             | Versenyszám       | 1. kör | 1. kör    | 2. kör            | 2. kör    | 3. kör            | 3. kör    | 1. kör            | 2. kör            | 1. kör            | 2. kör            | Negyeddöntő       | Elődöntő          | Döntő             | Helyezés |
| Versenyző                                             | Versenyszám       | Ellenfél Eredmény | Hely.     | Ellenfél Eredmény | Hely.     | Ellenfél Eredmény | Hely.     | Ellenfél Eredmény | Ellenfél Eredmény | Ellenfél Eredmény | Ellenfél Eredmény | Ellenfél Eredmény | Ellenfél Eredmény | Ellenfél Eredmény | Helyezés |
| ----------------------------------------------------- | ----------------- | --- | --------- | ----------------- | --------- | ----------------- | --------- | ----------------- | ----------------- | ----------------- | ----------------- | ----------------- | ----------------- | ----------------- | -------- |
| Ko Yin Fai                                            | Tőr, egyéni       | 3. csoport · Saul Mendoza (BOL) · 3–5 · Sergio Turiace (ARG) · 5–4 · Azuma Nobujuki (JPN) · 2–5 · Philippe Omnès (FRA) · 2–5 · Itzhak Hatuel (ISR) · 2–5 ·               | 5.        | kiesett           | kiesett   | kiesett           | kiesett   | kiesett           | kiesett           | kiesett           | kiesett           | kiesett           | kiesett           | kiesett           | 47.      |
| Lai Yee Lap                                           | Tőr, egyéni       | 10. csoport · Kifah Al-Mutawa (KUW) · 5–1 · Bilal Rifaat (EGY) · 2–5 · Thierry Soumagne (BEL) · 1–5 · Greg Massialas (USA) · 1–5 · Bill Gosbee (GBR) · 1–5 ·             | 5.        | kiesett           | kiesett   | kiesett           | kiesett   | kiesett           | kiesett           | kiesett           | kiesett           | kiesett           | kiesett           | kiesett           | 49.      |
| Lam Tak Chuen                                         | Tőr, egyéni       | 7. csoport · Jeppe Normann (NOR) · 5–3 · Abdel Monem El-Husseini (EGY) · 3–5 · Jü Ji-feng (Yu Yifeng) (CHN) · 0–5 · Greg Benko (AUS) · 2–5 · Matthias Behr (FRG) · 0–5 · | 5.        | kiesett           | kiesett   | kiesett           | kiesett   | kiesett           | kiesett           | kiesett           | kiesett           | kiesett           | kiesett           | kiesett           | 50.      |
| Denis Cunningham                                      | Párbajtőr, egyéni | 11. csoport · Osama Al-Khurafi (KUW) · 2–5 · Hannes Lembacher (AUT) · 5–3 · Stefano Bellone (ITA) · 5–3 · Bård Vonen (NOR) · 3–5 · Philippe Riboud (FRA) · 2–5 ·         | 5.        | kiesett           | kiesett   | kiesett           | kiesett   | kiesett           | kiesett           | kiesett           | kiesett           | kiesett           | kiesett           | kiesett           | 49.      |
| Liu Chi On                                            | Párbajtőr, egyéni | 8. csoport · Cung Hsziang-csing (Zong Xiangqing) (CHN) · 5–4 · Stefan Joos (BEL) · 1–5 · Ángel Fernández (ESP) · 0–5 · Nils Koppang (NOR) · 1–5 ·                        | 5.        | kiesett           | kiesett   | kiesett           | kiesett   | kiesett           | kiesett           | kiesett           | kiesett           | kiesett           | kiesett           | kiesett           | 53.      |
| Lam Tak Chuen                                         | Párbajtőr, egyéni | 9. csoport · Caj Hszing-hsziang (Tsai Shing-Hsiang) (TPE) · 0–5 · Stéphane Ganeff (BEL) · 2–5 · Daniel Perreault (CAN) · 0–5 · Steven Paul (GBR) · 0–5 ·                 | 5.        | kiesett           | kiesett   | kiesett           | kiesett   | kiesett           | kiesett           | kiesett           | kiesett           | kiesett           | kiesett           | kiesett           | 63.      |
| Ko Yin Fai Lai Yee Lap Lam Tak Chuen Liu Chi On       | Tőr, csapat       | 2. csoport · NSZK (FRG) · 0–9 · Japán (JPN) · 2–9 · Nagy-Britannia (GBR) · 0–9                                                                                           | 4.        |                   |           |                   |           |                   |                   |                   |                   | kiesett           | kiesett           | kiesett           | 14.      |
| Denis Cunningham Lai Yee Lap Lam Tak Chuen Liu Chi On | Párbajtőr, csapat | 2. csoport · NSZK (FRG) · 1–9 · Nagy-Britannia (GBR) · 0–9 · Norvégia (NOR) · 2–9                                                                                        | 4.        |                   |           |                   |           |                   |                   |                   |                   | kiesett           | kiesett           | kiesett           | 16.      |